# Mateja Pezdirc Bartol
Mateja Pezdirc Bartol, slovenska literarna zgodovinarka in redna profesorica za slovensko književnost, * 30. avgust 1972, Ljubljana.
Predava slovensko književnost na Oddelku za slovenistiko Filozofske fakultete Univerze v Ljubljani. V svojem raziskovalnem delu se osredotoča zlasti na sodobno slovensko dramatiko, iz tega področja je tudi doktorirala. Sodeluje pri slovenskem gledališkem portalu SiGledal.

## Življenjepis
Mateja Pezdirc Bartol je diplomirala na Filozofski fakulteti v Ljubljani iz slovenskega jezika in književnosti ter primerjalne književnosti. Med podiplomskim študijem se je več mesecev izpopolnjevala v Parizu. Magistrsko delo z naslovom Recepcija sodobne slovenske proze glede na tip bralca je uspešno zagovarjala leta 2001, zanj je prejela nagrado Slavističnega društva Slovenije. Doktorsko disertacijo Recepcija drame: bralec in gledalec sodobne slovenske dramatike je zaključevala med bivanjem v Bruslju in jo uspešno zagovarjala maja 2005. Od leta 2012 je zaposlena kot izredna profesorica za slovensko književnost na Oddelku za slovenistiko Filozofske fakultete v Ljubljani. Osrednje teme njenih predavanj so pregled slovenske dramatike, teorija drame ter mladinska književnost.

## Raziskovalno delo
Sprva se je intenzivno ukvarjala z raziskovanjem in poučevanjem slovenščine kot drugega/tujega jezika. Je soavtorica učbenika S slovenščino nimam težav ter avtorica didaktične monografije Literarna sestavljanka: umetnostna besedila na tečaju slovenščine za tujce. V času podiplomskega študija so jo zanimali procesi branja in razumevanja literarnih besedil, metodološko pa so ji bile blizu empirične metode raziskovanja in interdisciplinarni pristopi; svoje raziskave s tega področja je strnila v znanstveni monografiji Najdeni pomeni: empirične raziskave recepcije literarnega dela (2010). Od doktorskega študija naprej se njeno raziskovalno in pedagoško delo vse bolj osredotoča na slovensko dramatiko. Zanima jo teorija drame, osredotočena na njeno recepcijo, to je bralca in gledalca. Predvsem pa raziskuje sodobno slovensko dramatiko, zlasti komedijo, ter slovenske dramatičarke skozi zgodovino. Svoje znanstvene in strokovne prispevke objavlja v osrednjih slavističnih revijah ter v različnih domačih in mednarodnih zbornikih. V zadnjih letih je imela gostujoča predavanja na univerzah v Zagrebu, Parizu, Pragi, Sofiji in Varšavi. 

## Strokovno delo
Od leta 2006 do 2010 je bila članica Predmetne komisije za slovenščino za nacionalno preverjanje znanja. Je soavtorica gimnazijskih učbenikov Umetnost besede 3 in Umetnost besede 4 ter priročnikov za maturo. V letih 2008 in 2009 je bila članica strokovne žirije za podeljevanje Grumove nagrade. V istem obdobju je bila predsednica 44. in 45. Seminarja slovenskega jezika, literature in kulture ter urednica dveh pripadajočih seminarskih zbornikov, Slovenski jezik, literatura, kultura in mediji ter Telo v slovenskem jeziku, literaturi in kulturi.
Je članica slovenske sekcije za mladinsko književnost IBBY, članica Slavističnega društva Slovenije in članica Društva gledaliških kritikov in teatrologov Slovenije.

### Strokovni članki
- Novejši prispevki k teoriji pouka književnosti v srednjih šolah. Slov. šoli, 1999, letn. 4, št. 3, str. 39-41. 1
- Pobegniti - toda kam?. Gledališki list SNG, Drama, sezona 2004/2005, letn. 84, št. 6, str. 39-41. 2
- Od človeka do izdelka. Gledališki list SNG, Drama, sezona 2006/2007, letn. 85, št. 8, uprizor. 6, str. 47-49. 3
- Samo da bodo prazniki mimo. Gledališki list SNG, Drama, sezona 2006/2007, letn. 86, št. 1, str. 10-23, ilustr. 4
- »Po moje je lažje ubit tujega človeka kot svojega bližnjega« O tednu slovenske drame v Kranju in letošnji Grumovi nagrajenki. Zvon, 10/2, 2007. 34–36.

### Izvirni znanstveni članki
- Umetnostna besedila pri pouku slovenščine kot drugega/tujega jezika. Jez. slovst. (Tisk. izd.). [Tiskana izd.], apr. 1997/98, letn. 43, št. 5, str. 211-226. 5
- Vloga bralca v poglavitnih literarnoteoretičnih smereh 20. stoletja. Jez. slovst. (Tisk. izd.). [Tiskana izd.], apr. 1999/2000, letn. 45, št. 5, str. 195-206, maj 1999/2000, letn. 45, št. 6, str. 243-252. 6
- Novejši pogledi na branje pri nas in po svetu. Jez. slovst. (Tisk. izd.). [Tiskana izd.], okt. 2001/02, letn. 47, št. 1/2, str. 17-28. 7
- Recepcija treh kratkih zgodb med bralci z različnih ravni šolanja. Slav. rev., jan.-mar. 2002, letn. 50, št. 1, str. [83]-102, graf. prikazi. 8
- Najnovejša slovenska dramatika med platnicami in odrom. Jez. slovst. (Tisk. izd.). [Tiskana izd.], sep.-okt. 2004, letn. 49, št. 5, str. [13]-21. 9
- Motivi in teme v najnovejših komedijah Toneta Partljiča in Vinka Möderndorferja. Jez. slovst. (Tisk. izd.). [Tiskana izd.], maj-avg. 2005, letn. 50, št. 3/4, str. 49-60. 10

### Objavljeni znanstveni prispevki na konferenci
- Uporaba umetnostnih besedil na tečajih slovenščine za tujce. V: POŽGAJ-HADŽI, Vesna (ur.). Zbornik referatov s Prvega slovensko-hrvaškega slavističnega srečanja, ki je bilo v Novigradu od 25. do 27. marca 1999. Ljubljana: Oddelek za slovanske jezike in književnosti Filozofske fakultete, 2001, str. 127-134. 11
- Odnos med materjo in hčerjo v sodobnem slovenskem romanu. V: HLADNIK, Miran (ur.), KOCIJAN, Gregor (ur.). Slovenski roman, (Obdobja, 21). Ljubljana: Center za slovenščino kot drugi/tuji jezik pri Oddelku za slovenistiko Filozofske fakultete, 2003, str. 139-148. 12
- Moderno v dramatiki Matjaža Zupančiča. V: STABEJ, Marko (ur.). Moderno v slovenskem jeziku, literaturi in kulturi : zbornik predavanj. Ljubljana: Center za slovenščino kot drugi/tuji jezik pri Oddelku za slovenistiko Filozofske fakultete, 2004, str. 107-115. 13
- Videz in resnica (malo)meščanstva v najnovejši slovenski komediji. V: NOVAK-POPOV, Irena (ur.). 42. seminar slovenskega jezika, literature in kulture, 26. 6.-14. 7. 2006, Ljubljana. Mesto in meščani v slovenskem jeziku, literaturi in kulturi : zbornik predavanj. V Ljubljani: Center za slovenščino kot drugi/tuji jezik pri Oddelku za slovenistiko Filozofske fakultete, 2006, str. 207-212. 14
- Branje kratke zgodbe v luči recepcijskih teorij. V: NOVAK-POPOV, Irena (ur.). Slovenska kratka pripovedna proza, (Obdobja, Metode in zvrsti, 23). Ljubljana: Filozofska fakulteta, 2006, str. 637-644. 15
- Specifičnost branja dramskih besedil. V: KRAKAR-VOGEL, Boža (ur.). Književnost v izobraževanju - cilji, vsebine, metode : povzetki predavanj = summaries = rezjume dokladov : mednarodni znanstveni simpozij, Ljubljana 16.-18. november 2006, (Obdobja, Metode in zvrsti, 25). V Ljubljani: Center za slovenščino kot drugi/tuji jezik pri Oddelku za slovenistiko Filozofske fakultete, 2006, str. 28. 16
- Marginalci v sodobni slovenski dramatiki. V: Treći hrvatsko-slovenski slavistički skup : Opatija, 7. i 8. travnja 2006, Hotel Opatija. [S. l.: s. n., 2006], [1] str. 17

### Samostojni strokovni sestavki ali poglavja v monografskih publikacijah
- Sodobna slovenska dramatika = Contemporary Slovene drama. V: ZUPAN SOSIČ, Alojzija (ur.), NIDORFER-ŠIŠKOVIČ, Mojca (ur.). Almanah. Ljubljana: Center za slovenščino kot drugi/tuji jezik pri Oddelku za slovenistiko Filozofske fakultete: = Centre for Slovene as a Second/Foreign Language at the Department of Slovene Studies, Faculty of Arts, 2006, str. 17-19. 18
- Ustvarjalne metode pri obravnavi pesmi, proze in drame pri pouku slovenščine kot tujega jezika. V: BEŠTER, Marja (ur.). Zbornik za učitelje slovenščine kot drugega/tujega jezika, (Skripta, 3). 1. natis. Ljubljana: Center za slovenščino kot drugi/tuji jezik pri Oddelku za slovanske jezike in književnosti Filozofske fakultete, 1999, str. 51-63, ilustr. 19
- Primer pouka slovenskega jezika kot drugega/tujega jezika in kulture v tujini - obravnava umetnostnega besedila Rdeča kapica. V: MOTIK, Dragica, VELJIČ, Irma, KRANJC, Simona, ZEMLJARIČ MIKLAVČIČ, Jana, STEINER, Melita, KNEZ, Mihaela, PEZDIRC-BARTOL, Mateja, MLINAR, Bojana. Slovenščina in slovenska kultura v zdomstvu : prizadevanja za ohranitev slovenskega jezika in kulture med Slovenci v tujini, (Modeli poučevanja in učenja, Slovenščina). 1. natis. Ljubljana: Zavod Republike Slovenije za šolstvo, 2001, str. 76-84. 20

### Recenzije, prikazi knjig, kritike
- Janja Žitnik s sodelovanjem Helge Glušič, ur., Slovenska izseljenska književnost. Založba ZRC SAZU in založba Rokus, Ljubljana 1999, 1291 str., Slovenska izseljenska književnost 2 : Severna Amerika. 484 str. Dve domov... [Tiskana izd.], 1999, št. 10, str. 243-246. 21
- Slovenska izseljenska književnost. 3 zv. Uredili Janja Žitnik in Helga Glušič. Ljubljana: Založba ZRC SAZU in Rokus, 1999, Slovenska izseljenska književnost 2, Severna Amerika. Slav. rev., okt.-dec. 1999, letn. 47, št. 4, str. 505-507. 22
- Koliko in kaj berejo Slovenci? : Martin Žnidaršič, Darka Podmenik, Gregor Kocijan: Knjiga in bralci IV. Ljubljana: Filozofska fakulteta, Oddelek za bibliotekarstvo, 1999, 160 strani. Jez. slovst. (Tisk. izd.). [Tiskana izd.], jun. 1999/2000, letn. 45, št. 7/8, str. 313-315. 23
- Tomo Virk, Moderne metode literarne vede in njihove filozofsko teoretske osnove: metodologija 1, Ljubljana, Filozofska fakulteta, Oddelek za primerjalno književnost in literarno teorijo, 1999, 261 str. Slav. rev., apr.-jun. 2000, letn. 48, št. 2, str. 216-218. 24
- Marjan Štrancar: Od drame h gledališču: v učilnici : didaktično-metodični in dramaturški kažipoti. Slov. šoli, 2001, letn. 6, št. 5, str. 29-31. 25
- Pregled slovenske književnosti od 1945 do 2000 : Jože Pogačnik, Silvija Borovnik, Darko Dolinar, Denis Poniž, Igor Saksida, Majda Stanovnik, Miran Štuhec, Franc Zadravec: Slovenska književnost III. Ljubljana DZS, 2001. 619 str. Slav. rev., jan.-mar. 2002, letn. 50, št. 1, str. [131]-136. 26
- Janja Žitnik & Helga Glušič, eds. slovenska izseljenska književnost 2. Severna Amerika. Ljubljana: ZRC SAZU, Založba ZRC Rokus, 1999. 484 pp. (cloth). ISBN 9616182749. Slov. stud., 1997 (izšlo July 2002), vol. 19, n. 1/2, str. 164-168. 27
- Literarna sestavljanka. V: JESENŠEK, Marko (ur.). Slovenski jezik in literatura v evropskih globalizacijskih procesih, (Zbornik Slavističnega društva Slovenije, 15). Ljubljana: Slavistično društvo Slovenije, 2004, str. 352-254. 28

Nov pogled na slovensko gledališče zadnjih 50 let : Tomaž Toporišič: Med zapeljevanjem in sumničavostjo: razmerje med tekstom in uprizoritvijo v slovenskem gledališču druge polovice 20. stoletja. Ljubljana: Maska, 2004. Primer. književ., 2005, letn. 28, št. 2, str. 171-175. 29

### Predgovor, spremna beseda
- Spremna študija ; Vprašanja. V: CANKAR, Ivan. Za narodov blagor : komedija v štirih dejanjih, (Zbirka Domača branja). Ljubljana: Delo: Intelego: Študentska založba, 2006, str. [101]-115. 30

### Monografije in druga zaključena dela
- PEZDIRC-BARTOL, Mateja. Najdeni pomeni: empirične raziskave recepcije literarnega dela. Ljubljana: Zveza društev Slavistično društvo Slovenije, 2010. (Slavistična knjižnica, 15.) ISBN 978-961-6715-05-8. (COBISS)
- MARKOVIČ, Andreja, HALUŽAN, Vesna, PEZDIRC-BARTOL, Mateja, ŠKAPIN, Danuša, VUGA, Gita, ZEMLJARIČ MIKLAVČIČ, Jana (ur.), LOKAR, Metka (ur.). S slovenščino nimam težav : učbenik za kratke tečaje slovenščine : nadaljevalna stopnja. V Ljubljani: Center za slovenščino kot drugi/tuji jezik pri Oddelku za slovanske jezike in književnosti Filozofske fakultete, 2002 (1. izd.), 2003 (2. izd.), 2004 (3. izd). 77 str., ilustr. ISBN 961-237-012-5. 31
- PEZDIRC-BARTOL, Mateja. Literarna sestavljanka : umetnostna besedila na tečaju slovenščine : priročnik za učitelje slovenščine kot drugega/tujega jezika. 1. izd. Ljubljana: DZS, 2003. 112 str., ilustr. ISBN 86-341-3650-7. 32
- Recepcija drame: bralec in gledalec sodobne slovenske dramatike : doktorska disertacija. Ljubljana: [M. Pezdirc Bartol], 2004. 263 f., graf. prikazi. 33
- Recepcija sodobne slovenske proze glede na tip bralca : magistrsko delo. Ljubljana: [M. Pezdirc Bartol], jan. 2001. 147 f., graf. prikazi. 34
- Umetnostna besedila pri pouku slovenščine kot drugega/tujega jezika : A-diplomska naloga. Ljubljana: [M. Pezdirc], jan. 1998. 87 f., ilustr. 35
- Podobje v petih kratkih zgodbah Dylana Thomasa: A-diplomska naloga. Ljubljana, 1997.